# وینکلهاید
وینکلهاید (به آلمانی: Winkelhaid) یک شهر در آلمان است که در نورنبرگر لاند واقع شده‌است.